# Estación de Ameca
Ameca fue una estación de trenes que se encuentra en Ameca, Jalisco.

## Historia
La estación se edificó sobre la línea de Guadalajara-Ameca, la cual pertenecía al Ferrocarril Central Mexicano. El 27 de febrero de 1878 se celebró un contrato con el Enrique Pazos para la construcción de un ferrocarril que ligara las ciudades de Lagos y Guadalajara con la costa del Pacífico. 
El 27 de marzo de 1894 se reformó la concesión del Ferrocarril Central Mexicano otorgada el 8 de septiembre de 1880, esto para que la compañía no tenga la obligación de prolongar la línea de Guadalajara a la costa del Pacífico, devolviéndose la responsabilidad a la misma compañía los depósitos que había hecho para garantizar la construcción de las líneas.